# Случајни живот
„Случајни живот” је југословенски филм из 1969. године. Режирао га је Анте Петерлић а сценарио су написали Петар Креља, Анте Петерлић и Зоран Тадић

## Радња
Двојица младих службеника, иначе аматерских веслача, воде уобичајени свакодневни живот, покушавајући пронаћи у њему више узбуђења и задовољства. Интровертирани и сензибилнији од њих заљуби се у привлачну жену...

## Улоге
| Глумац             | Улога           |
| ------------------ | --------------- |
| Драгутин Клобучар  | Филип           |
| Иво Сердар         | Станко          |
| Ана Карић          | Ива             |
| Звонимир Рогоз     | Госпон Јурак    |
| Хелена Буљан       | Елвира          |
| Стјепан Бахерт     | Шеф             |
| Фабијан Шоваговић  | ТВ новинар      |
| Драган Миливојевић | Мишо            |
| Мартин Сагнер      | Зицер / Просјак |
| Бранко Шпољар      | Директор        |
| Круно Валентић     | ТВ сниматељ     |
| Едо Перочевић      | Кондуктер       |

Остале улоге  ▼
| Глумац                  | Улога                         |
| ----------------------- | ----------------------------- |
| Златко Каузларић Атац   | Нови колега у канцеларији     |
| Драго Бахун             | Петрица Керемпух              |
| Гордана Лес             | Бранка                        |
| Љубо Дијан              | Веслачки функционер           |
| Мирјана Хајдлер         | Девојка која гледа перформанс |
| Томислав Готовац        | Перформер                     |
| Иво Лукас               | Перформер                     |
| Хрвоје Серцар           | Перформер                     |
| Бошко Петровић (глумац) | Пијаниста                     |